# أليسيا ماتشادو
 أليسيا ماتشادو فاخاردو (ولدت في 6 ديسمبر 1976) ممثلة، مضيفة تلفزيونية ومغنية فنزويلية أمريكية وملكة جمال التي توجت بمسابقة ملكة جمال فنزويلا عام 1995، وبعد ذلك ملكة جمال الكون عام 1996. رابع فنزويلية تفوز بلقب مسابقة ملكة جمال الكون. في مايو 2016 أصبح ماتشادو مواطنة أمريكية.

## نشأتها
ولدت ماتشادو في ماراكاي ، فنزويلا. كان والدها صاحب متجر للألعاب هاجر من إسبانيا وعائلة والدتها هاجرت من كوبا قبل الثورة الكوبية. بدأت اهتمامات أليسيا بظهور في سن مبكرة، بمشاركة في فنون الرقص في سن الرابعة وتمثيل في سن 12. التحق ماتشادو بالكلية لمدة عام ونصف، لكنها غادرت لمتابعة مجال عرض الأزياء والظهور في الإعلانات التجارية.

## روابط خارجية
- أليسيا ماتشادو على موقع IMDb (الإنجليزية)
- أليسيا ماتشادو على موقع أول موفي (الإنجليزية)
- أليسيا ماتشادو على موقع قاعدة بيانات الفيلم (الإنجليزية)